# Constâncio Pinto

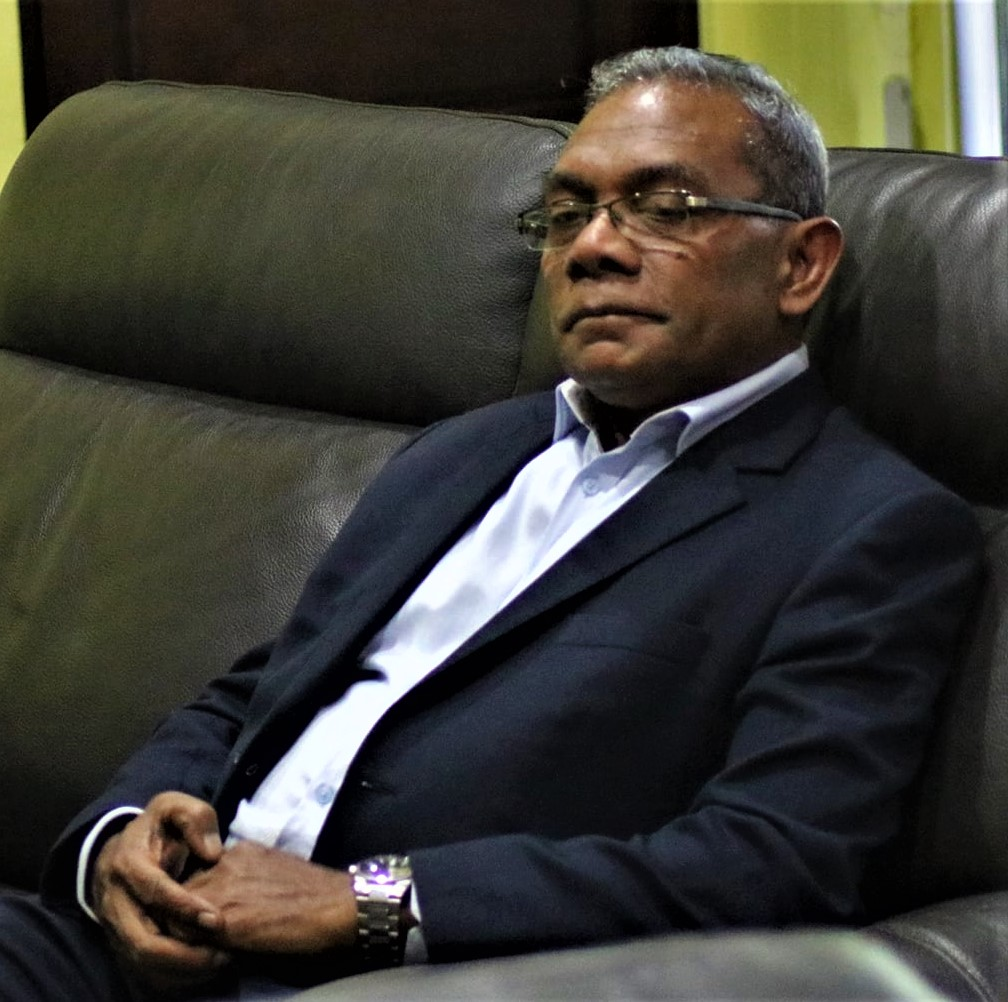
Constâncio Pinto (2020)

Constâncio da Conceição Pinto ist ein osttimoresischer Politiker und Mitglied der Partido Democrático. Von 2015 bis 2017 war er Minister für Handel, Industrie und Umwelt.

## Werdegang
Im Alter von 14 Jahren begann Pinto sich in der Unabhängigkeitsbewegung gegen Indonesien zu engagieren, sowohl als Kämpfer, als auch als Krankenpfleger. Pinto war einer der Führer der jugendlichen Untergrundbewegungen. Er gehörte unter anderem zur 1985 gegründeten Gruppe Orgão Oito (ehemals 007). Wie auch andere Aktive war er Leiter der katholischen Pfadfinder.
1989 organisierte Pinto mit die erste friedliche Demonstration während des Besuchs von Papst Johannes Paul II. in Osttimor. 1990 wurde Pinto zum Sekretär des Exekutivkomitee (Comité Executivo) des Conselho Nacional de Resistência Maubere (CNRM) gewählt. Der CNRM (später CNRT) war der Dachverband des osttimoresischen Widerstands gegen die indonesische Besatzung. Im Januar 1991 wurde Pinto von den Indonesiern verhaftet und im Gefängnis gefoltert. Nur wenige Tage später gelang ihm die Flucht aus der Haft. Im November sollte eine portugiesische Parlamentsdelegation Osttimor besuchen, um sich ein Bild vom Konflikt zu machen. Der Besuch war auf Vermittlung der Vereinten Nationen zustande gekommen und man hatte jedem, der sich mit ihr in Verbindung setzen wollte, Schutz garantiert. Pinto entwarf eine Petition im Namen des CNRM, die von allen acht Komiteemitgliedern unterzeichnet wurde und an die Portugiesen übergeben werden sollten. In der Petition wurde Portugal aufgefordert, Gespräche mit Indonesien über die Lösung des Osttimorkonfliktes zu führen. Dazu sollten die Portugiesen freien Zugang nach ganz Osttimor und zu allen möglichen Gesprächspartnern haben.
Am 12. November endete aber eine Demonstration, die Pinto mitorganisiert hatte im sogenannten Santa-Cruz-Massaker, bei dem mindestens 271 Demonstranten durch indonesische Sicherheitskräfte getötet wurden. Sechs von acht Mitgliedern des Exekutivkomitees wurden verhaftet und zu langjährigen Haftstrafen verurteilt. Der vermeintliche Kopf Gregório Saldanha erhielt lebenslänglich. Nur Filipe Gama Xavier und Pinto entgingen einer Verurteilung. Manche spekulierten, dass Pinto nach seiner Gefangennahme Anfang des Jahres freigelassen worden sei, um beim Widerstand zu spionieren. Saldanha erklärte in seinem Prozess, ein indonesischer Offizier hätte ihm im Krankenhaus nach der Demonstration gesagt, dass Pinto für sie arbeite. Ob Saldanha dies glaubte, erklärte er nicht.

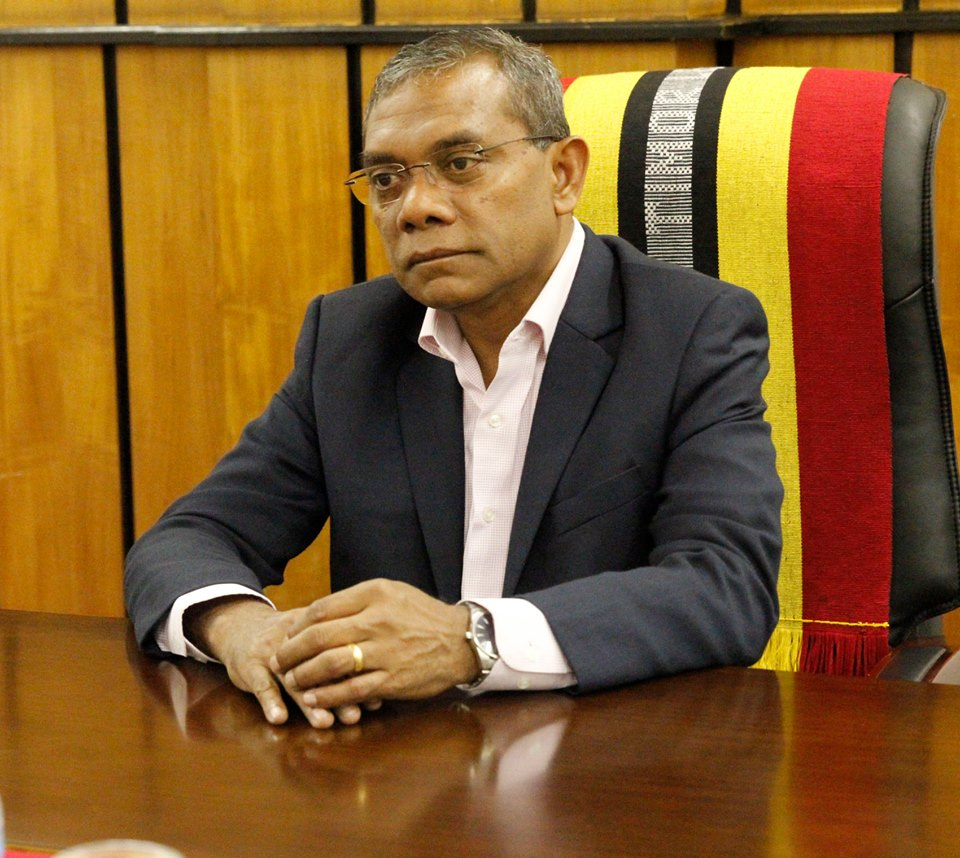
Constâncio Pinto (2016)

Pinto war zunächst nach dem Massaker verschwunden. Er floh im Mai 1992 nach Portugal, später in die Vereinigten Staaten. Dort betrieb er eine Informationskampagne, um die USA auf das Schicksal seines Landes aufmerksam zu machen. Er sprach unter anderem vor dem Kongress der Vereinigten Staaten und der UN-Menschenrechtskommission in Genf. Daneben schrieb er Bücher und Artikel über Osttimor. 1997 erhielt Pinto den U.S. Congressional Achievement Award.
1999 übergab Indonesien Osttimor in UN-Verwaltung und Pinto wurde zum außerordentlichen Botschafter und Generalbevollmächtigten Osttimors für die USA, Kanada und Mexiko ernannt. Am 20. Mai 2002 erhielt Osttimor seine Unabhängigkeit wieder und Pinto wurde noch im Mai der erste Senior diplomat Osttimors in Washington, D.C. Offizieller Botschafter bei den Vereinten Nationen und den USA wurde ab 2003 José Luís Guterres. Im Juni 2008 kehrte Pinto nach Osttimor zurück und wurde Generaldirektor für Auswärtige Beziehungen im Außenministerium des Landes.
Am 23. Oktober 2009 überreichte Pinto seine Akkreditierung an Präsident Barack Obama als neuer Botschafter Osttimors in den USA. Gleichzeitig war Pinto Botschafter für Kanada  (ab 19. September 2011) und Mexiko. Dies blieb er bis 2012. Am 8. August wurde Pinto zum Vizeminister für Außenbeziehungen vereidigt. Mit der Regierungsumbildung am 11. Februar 2015 wurde Pinto Vizeminister für Handel, Industrie und Umwelt.
Am 2. Juni 2015 verstarb Fernando de Araújo (PD), Staatsminister, Koordinator für soziale Angelegenheiten und Minister für Bildung. Der bisherige Handelsminister António da Conceição folgte ihn in allen drei Ämtern mit seiner Vereidigung am 10. August. Pinto wurde Conceiçãos Nachfolger als Minister für Handel, Industrie und Umwelt. Neuer stellvertretender Handelsminister ist Nino Pereira.
Im März 2016 kam es zum Bruch der Koalition zwischen CNRT und PD über den Streit um den militärischen Oberbefehlshaber und dem Konflikt zwischen Regierung und Parlament einerseits und Präsident Taur Matan Ruak andererseits. Um die Stabilität der Regierung zu gewährleisten, erklärten Pinto und die anderen Mitglieder der PD im Kabinett ihre Parteizugehörigkeit ruhen zu lassen. Sie behielten ihre Regierungsämter als unabhängige Politiker.
Mit Antritt der VII. Regierung löste António da Conceição Pinto wieder im Ministeramt ab.
Zu den Präsidentschaftswahlen 2022 bestimmte die PD den Parteivorsitzenden Mariano Sabino Lopes zum offiziellen Kandidaten. Pinto trat aber trotzdem als Kandidat an. Er schied in der ersten Runde der Wahlen aus. Pinto hatte 2.520 Stimmen (0,4 %) erhalten.

## Ausbildung
Pinto hat einen Master of Arts in Internationalen Beziehungen von der Columbia University, School of International and Public Affairs (SIPA) und einen Bachelor of Arts in Entwicklungsstudien von der Brown University in Providence. Er spricht fließend Tetum, Portugiesisch, Bahasa Indonesia und Englisch.

## Familie
Pinto ist mit Gabriela Pinto verheiratet und hat einen Sohn und eine Tochter.

## Veröffentlichungen
- Constâncio Pinto, Matthew Jardine: The Santa Cruz Massacre. (engl.)
- Constâncio Pinto, Matthew Jardine: East Timor’s Unfinished Struggle: Inside the Timorese Resistance, 1997, South End Press, ISBN 978-0-89608-541-1
- Constâncio Pinto, Matthew Jardine: Inside the East Timor Resistance, 1997 ISBN 1550285882, ISBN 978-1-5502-8588-8